# India az 1968. évi nyári olimpiai játékokon
India a mexikói Mexikóvárosban megrendezett 1968. évi nyári olimpiai játékok egyik részt vevő nemzete volt. Az országot az olimpián 5 sportágban 25 sportoló képviselte, akik összesen 1 érmet szereztek.

## Érmesek
| Érem  | Versenyző | Sportág   | Versenyszám |
| ----- | --- | --------- | ----------- |
| Bronz | Nemzeti válogatott Rajendra Absolem Christy Krishnamurthy Perumal John Peter Inamur Rehman Munir Sait Ajitpal Singh Balbir Singh I Balbir Singh II Balbir Singh III Dharam Singh Gogi Singh Gurbaksh Singh Gurbux Singh Harbinder Singh Harmik Singh Inder Singh Jagjit Singh Prithipal Singh Tarsem Singh | Gyeplabda | Férfi       |

## Atlétika
Férfi
| Versenyző     | Versenyszám   | Selejtező | Selejtező | Döntő    | Döntő    |
| Versenyző     | Versenyszám   | Eredmény  | Helyezés  | Eredmény | Helyezés |
| ------------- | ------------- | --------- | --------- | -------- | -------- |
| Bhim Singh    | Magasugrás    | 209 cm    | 17.       | kiesett  | kiesett  |
| Praveen Kumar | Kalapácsvetés | 60,84 m   | 20.       | kiesett  | kiesett  |

## Birkózás
Kötöttfogású
| Versenyző    | Versenyszám | 1. forduló                  | 2. forduló                   | 3. forduló        | 4. forduló        | 5. forduló        | Döntő             | Helyezés    |
| Versenyző    | Versenyszám | Ellenfél Eredmény           | Ellenfél Eredmény            | Ellenfél Eredmény | Ellenfél Eredmény | Ellenfél Eredmény | Ellenfél Eredmény | Helyezés    |
| ------------ | ----------- | --------------------------- | ---------------------------- | ----------------- | ----------------- | ----------------- | ----------------- | ----------- |
| Sudesh Kumar | 52 kg       | Mohamed Karmous (MAR) · 2-2 | Alker Imre (HUN) · kétvállas | kiesett           | kiesett           | kiesett           | kiesett           | helyezetlen |

Szabadfogású
| Versenyző       | Versenyszám | 1. forduló                          | 2. forduló                        | 3. forduló                   | 4. forduló                          | 5. forduló                        | 6. forduló        | 7. forduló        | Döntő             | Helyezés    |
| Versenyző       | Versenyszám | Ellenfél Eredmény                   | Ellenfél Eredmény                 | Ellenfél Eredmény            | Ellenfél Eredmény                   | Ellenfél Eredmény                 | Ellenfél Eredmény | Ellenfél Eredmény | Ellenfél Eredmény | Helyezés    |
| --------------- | ----------- | ----------------------------------- | --------------------------------- | ---------------------------- | ----------------------------------- | --------------------------------- | ----------------- | ----------------- | ----------------- | ----------- |
| Sudesh Kumar    | 52 kg       | Boris Dimovski (YUG) · 0.5-3.5      | Gustavo Ramírez (GUA) · kétvállas | Wanelge Castillo (PAN) · 3-1 | erőnyerő                            | Richard Sanders (USA) · kétvállas | kiesett           | kiesett           | kiesett           | 6.          |
| Bishambar Singh | 57 kg       | erőnyerő                            | Herbert Singerman (CAN) · 0.5-3.5 | Hasan Sevinç (TUR) · 1-3     | Donald Behm (USA) · 3.5-0.5         | Uetake Jódzsiró (JPN) · 3.5-0.5   | kiesett           |                   | kiesett           | helyezetlen |
| Udey Chand      | 70 kg       | Ángel Aldama (GUA) · kétvállas      | Klaus Rost (FRG) · 3-1            | Roger Till (GBR) · kétvállas | Francisco Lebeque (CUB) · kétvállas | Abdollah Movahed (IRI) · 3-1      | kiesett           |                   | kiesett           | 6.          |
| Mukhtiar Singh  | 78 kg       | Yury Shakhmuradov (URS) · kétvállas | Szaszaki Tacuo (JPN) · kétvállas  | kiesett                      | kiesett                             | kiesett                           |                   |                   | kiesett           | helyezetlen |

## Gyeplabda
| Indiai férfi gyeplabdacsapat-játékoskeret | Indiai férfi gyeplabdacsapat-játékoskeret                                                                                                   |
| --- | --- |
| - Rajendra Absolem Christy - Krishnamurthy Perumal - John Peter - Inamur Rehman - Munir Sait - Ajitpal Singh - Balbir Singh I - Balbir Singh II - Balbir Singh III - Dharam Singh | - Gogi Singh - Gurbaksh Singh - Gurbux Singh - Harbinder Singh - Harmik Singh - Inder Singh - Jagjit Singh - Prithipal Singh - Tarsem Singh |

### Eredmények
Csoportkör
A csoport
| Csapat              | M | Gy | D | V | G+ | G– | Gk  | P  |
| ------------------- | - | -- | - | - | -- | -- | --- | -- |
| India (IND)         | 7 | 6  | 0 | 1 | 20 | 4  | +16 | 12 |
| NSZK (FRG)          | 7 | 5  | 1 | 1 | 15 | 5  | +10 | 11 |
| Új-Zéland (NZL)     | 7 | 3  | 4 | 0 | 8  | 4  | +4  | 10 |
| Spanyolország (ESP) | 7 | 2  | 3 | 2 | 7  | 5  | +2  | 7  |
| Belgium (BEL)       | 7 | 3  | 1 | 3 | 14 | 9  | +5  | 7  |
| NDK (GDR)           | 7 | 2  | 2 | 3 | 7  | 10 | –3  | 6  |
| Japán (JPN)         | 7 | 1  | 1 | 5 | 4  | 14 | –10 | 3  |
| Mexikó (MEX)        | 7 | 0  | 0 | 7 | 2  | 26 | –24 | 0  |

| 1968. október 13. | Új-Zéland (NZL)    | 2 – 1   | India (IND)     |  |
| 1968. október 13. | Thomson S. Maister | (2 – 0) | Prithipal Singh |  |

| 1968. október 14. | India (IND)                     | 2 – 1   | NSZK (FRG) |  |
| 1968. október 14. | Harbinder Singh Balbir Singh II | (1 – 1) | Keller     |  |

| 1968. október 15. | India (IND)                                                                   | 8 – 0   | Mexikó (MEX) |  |
| 1968. október 15. | Harbinder Singh 3 Prithipal Singh 2 Balbir Singh II Ajitpal Singh Inder Singh | (2 – 0) |              |  |

| 1968. október 17. | India (IND)     | 1 – 0   | Spanyolország (ESP) |  |
| 1968. október 17. | Prithipal Singh | (1 – 0) |                     |  |

| 1968. október 18. | India (IND)                     | 2 – 1   | Belgium (BEL) |  |
| 1968. október 18. | Prithipal Singh Harbinder Singh | (0 – 1) | Solie         |  |

| 1968. október 20. | India (IND) | 5 – 0 megállapított eredmény | Japán (JPN) |  |
| 1968. október 20. |             |                              |             |  |

| 1968. október 21. | India (IND)     | 1 – 0   | NDK (GDR) |  |
| 1968. október 21. | Prithipal Singh | (0 – 0) |           |  |

Elődöntő
| 1968. október 24. | Ausztrália (AUS) | 2 – 1 (h. u.)  | India (IND)     |  |
| 1968. október 24. | Glencross 2      | (0 – 1, 1 – 0) | Balbir Singh II |  |

Bronzmérkőzés
| 1968. október 26. | India (IND)                     | 2 – 1   | NSZK (FRG) |  |
| 1968. október 26. | Prithipal Singh Balbir Singh II | (0 – 1) | Schuler    |  |

| Csapat      | Helyezés |
| ----------- | -------- |
| India (IND) |          |

## Sportlövészet
Nyílt
| Versenyző     | Versenyszám | Pont | Helyezés |
| ------------- | ----------- | ---- | -------- |
| Randhir Singh | Trap        | 192  | 17.      |
| Karni Singh   | Trap        | 194  | 10.      |
| Karni Singh   | Skeet       | 187  | 28.      |

## Súlyemelés
| Versenyző       | Versenyszám | Nyomás   | Nyomás   | Szakítás | Szakítás | Lökés    | Lökés    | Összesen | Helyezés |
| Versenyző       | Versenyszám | Eredmény | Helyezés | Eredmény | Helyezés | Eredmény | Helyezés | Összesen | Helyezés |
| --------------- | ----------- | -------- | -------- | -------- | -------- | -------- | -------- | -------- | -------- |
| Mohon Lal Ghosh | 60 kg       | 100,0    | 16.      | 107,5    | 7.       | 135,0    | 10.      | 342,5    | 15.*     |

* - egy másik versenyzővel azonos eredményt ért el